# Tuyết Phong Nghĩa Tồn
Tuyết Phong Nghĩa Tồn (zh. xuéfēng yìcún 雪峰義存, ja. seppō gison), 822-908, là Thiền sư Trung Quốc, môn đệ của Đức Sơn Tuyên Giám. Từ dòng thiền của sư xuất sinh ra hai tông lớn của Thiền tông, đó là Vân Môn tông và Pháp Nhãn tông. Sư ấn khả cho 56 môn đệ, trong đó các vị Vân Môn Văn Yển, Huyền Sa Sư Bị và Trường Khánh Huệ Lăng là ba vị danh tiếng nhất.

## Cơ duyên
Sư sinh trong một gia đình mộ đạo. Thuở nhỏ sư không ăn thịt cá, muốn xuất gia nhưng cha mẹ không cho. Năm 12 tuổi, sư theo cha đến chùa. Gặp một Luật sư, sư làm lễ nói "Thầy con" và sau đó xin ở lại học luôn. Sau khi thụ giới cụ túc tại chùa Bảo Sát, U Khê, sư tham học với nhiều Thiền sư. Ban đầu sư đến Thiền sư Lương Giới ở Động Sơn làm Điển toạ, tại đây có tỉnh, sau đến Đức Sơn được thầm nhận.
Mặc dù chưa triệt ngộ, sư cùng Thiền sư Nham Đầu Toàn Hoát từ giã Đức Sơn đi du phương. Nham Đầu ngày ngày chỉ lo ngủ, sư chỉ chăm tọa thiền. Một hôm sư đánh thức Nham Đầu:
"Sư huynh! sư huynh! hãy dậy!"
Nham Đầu hỏi: "Cái gì?"
Sư nói: "Đời nay chẳng giải quyết xong, lão Văn Thuý (tức là Thiền sư Khâm Sơn) đi Hành cước đến chỗ nơi, sẽ bị y chê cười. Từ hôm đến nay sao cứ lo ngủ!"
Nham Đầu nạt: "Ngủ đi! Mỗi ngày ngồi trên giường giống như thổ địa trong thôn xóm hẻo lánh, sau này làm mê hoặc người trong thiên hạ"
Sư tự chỉ hông ngực thưa: "Tôi trong ấy thật chưa ổn, chẳng dám tự dối"
Nham Đầu bảo: "Ta bảo Huynh ngày kia sẽ nhằm trên đỉnh chót vót cất am tranh xiển dương đại giáo, vẫn còn nói câu ấy?"
Nham Đầu bảo sư nói sở đắc, được thì chứng minh, không được thì phá bỏ. Sư trình sở đắc nơi Động Sơn (Lương Giới) và Đức Sơn, Nham Đầu đều gạt bỏ, hét bảo: 
"Huynh chẳng nghe nói, từ cửa vào chẳng phải của báu trong nhà!"
Sư bèn hỏi: "Về sau thế nào là phải?"
Nham Đầu nói: "Về sau muốn xiển dương đại giáo, mỗi mỗi phải từ hông ngực mình ra, sau này cùng ta che trời che đất đi."
Nhân câu này sư đại ngộ, lễ bái và nói: 
"Sư huynh, ngày nay mới là thành đạo ở Ngao Sơn."
Sau sư đến núi Tuyết Phong dựng một am nhỏ ngụ tại đây. Không bao lâu thiền giả mọi nơi đến tham vấn và nơi này trở thành một thiền viện với 1500 người tham thiền. Môn đệ của sư nổi danh về kỉ luật, trật tự nề nếp tu hành và rất nhiều người ngộ đạo tại đây.
Đời Lương, niên hiệu Thái Bình (908) ngày mùng hai tháng năm, sư để kệ truyền pháp xong nửa đêm nhập diệt, thọ 87 tuổi, 59 tuổi hạ.